# جيم دوفي (مؤرخ)
جيم دوفي (بالإنجليزية: Jim Duffy)‏ هو مؤرخ وصحفي أيرلندي، ولد في 12 أبريل 1966.